# All2all
All2all est un hébergeur Internet indépendant fondé en 1999 et situé en Belgique.  Il propose des serveurs dédiés, des serveurs virtuels (VPS), de l'hébergement mutualisé ainsi que l'enregistrement des noms de domaine. All2all utilise principalement la plateforme LAMP (Linux, Apache, MySQL, PHP) de Debian GNU/Linux.
Sa particularité est d'être basé entièrement sur l'utilisation de logiciels libres et open source et de disposer d'une charte éthique portant sur l'écologie, sur la protection des données personnelles et sur l'emploi des standards ouverts.

## Historique
Le réseau indépendant All2all est une entité de l'association sans but lucratif Moving Art Studio fondé en janvier 1994 et travaillant dans le domaine des arts plastiques. Vers le milieu des années 1990, Moving Art Studio a exploré les arts électroniques en organisant un cycle d'expositions-conférences sur l'argent électronique et la cryptographie à clef publique. À la suite de ces expériences est née l'idée de mettre en place un réseau IP et d'hébergement Internet autonome disposant de sa propre bande passante. Le réseau All2all a été créé fin novembre 1999. Au départ, All2all a reçu une subvention de l'événement culturel Bruxelles2000 - capitale européenne de la culture pour lancer le projet. Après des premiers contacts avec GNU/Linux et l'organisation d'une série de débats radiophoniques sur ce sujet,, les membres de Moving Art Studio ont construit le réseau All2all en employant exclusivement des logiciels libres et open source,,.

## Logiciels libres et open source
All2all développe un réseau Internet indépendantqui utilise exclusivement des logiciels libres et open source[source secondaire souhaitée]. Il organise aussi des workshops et des formations autour des logiciels libres,. All2all fait partie des consultants Debian GNU/Linux.

## Publications
Toutes les publications de logiciels et les documentations d'All2all sont éditées sous une licence libre telle que décrite dans sa charte. All2all a, entre autres, publié des manuels didactiques sur l'installation et la mise à jour des CMS Drupal, Spip, Wordpress et Joomla! sous GNU Free Documentation Licence.
D'autre part, dans le cadre des formations du projet Easy-(e)-space, un projet logiciel libre visant à réduire le fossé numérique, plusieurs manuels, notamment sur utilisation de GNU/Linux et Open Office, ont été publiés en collaboration avec Oxfam Solidarité.

## Fonds de solidarité
Les participations financières des utilisateurs d'All2all constituent aussi en partie un fonds de solidarité. Chaque personne désireuse d'héberger un projet web, sans pour autant disposer de moyens importants, peut introduire un dossier auprès d'All2all. En fonction de la pertinence du projet, All2all peut apporter une aide logistique.

## Filmographie
- (fr) Linux Multimedia Workshop, petit film documentaire de Bénédicte Beauloye sur le début d'All2all, 2000